# Sociedade Esportiva Kindermann
La Sociedade Esportiva Kindermann, conocido como Kindermann, fue un club de fútbol femenino de Brasil, con base en la ciudad de Caçador, Santa Catarina. Fue fundado en 1975 y entre 1996 a 2015 fue uno de los clubes femeninos más exitosos del país. Paralizó sus actividades en 2016, debido al asesinato de su entrenador Josué Henrique Kaercher. En 2017 el club regresó a jugar en competiciones oficiales.
Finalizó sus actividades a finales de 2021.
Jugaba sus encuentros de local en el Estádio Carlos Alberto Costa Neves, con una capacidad de 6.500 espectadores. 

## Palmarés
| Competición nacional          | Títulos                                                                | Subcampeonatos |
| ----------------------------- | ---------------------------------------------------------------------- | -------------- |
| Primera División (0/2)        |                                                                        | 2014, 2020     |
| Copa de Brasil (1/0)          | 2015                                                                   |                |
| Campeonato Catarinense (12/0) | 2008, 2009, 2010, 2011, 2012, 2013, 2014, 2015, 2017, 2018, 2019, 2021 |                |